# 桥头镇站
桥头镇站是一个京沪线上的铁路车站，位于江苏省句容市桥头镇，建于1928年，目前为四等站，邮政编码为212413。目前客运：办理旅客乘降；行李、包裹托运；货运：办理整车货物发到；零担仅办理发送；不办理危险货物发到。